# Пам'ятник шведам від шведів

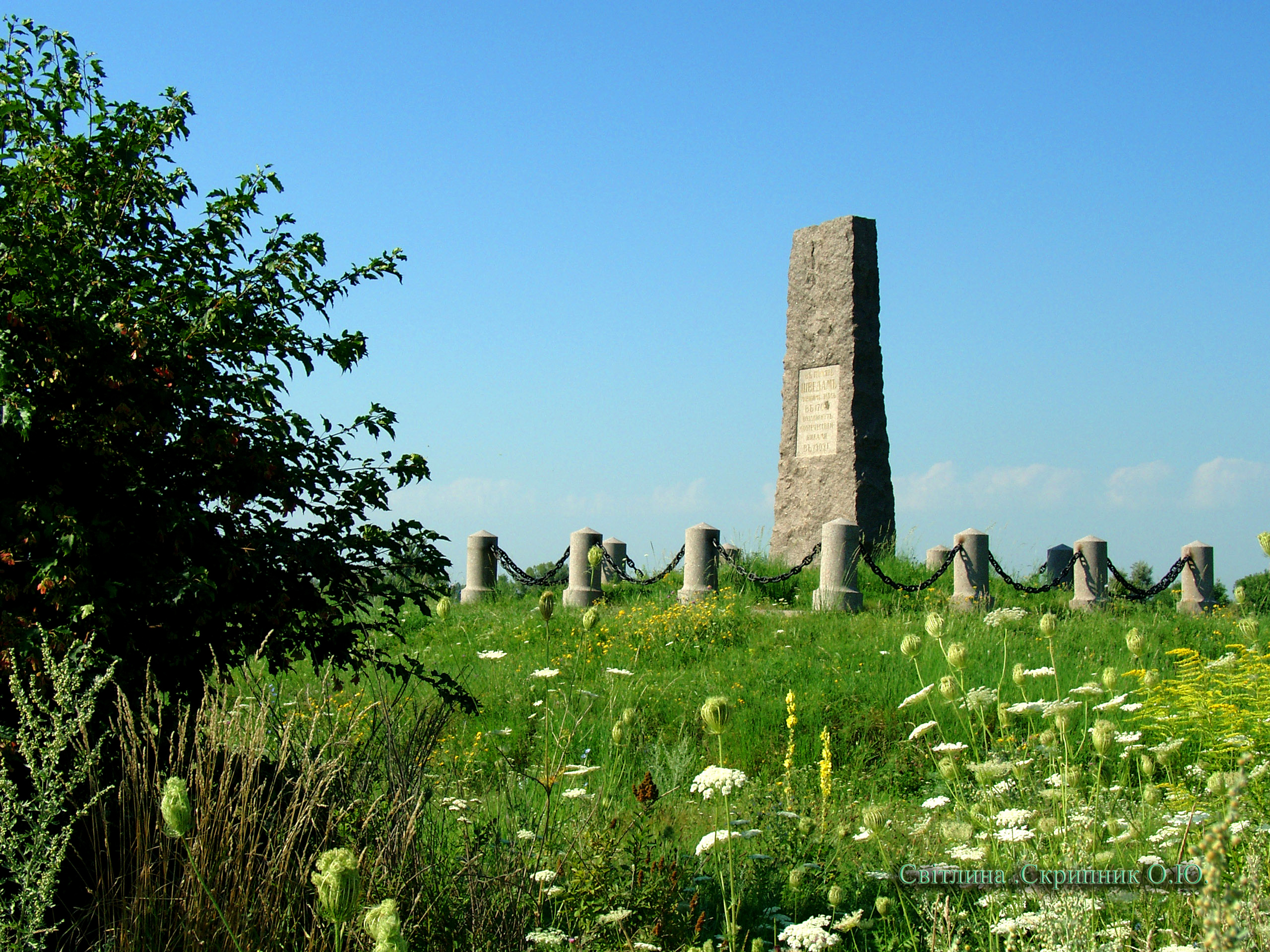
Пам'ятник у 2005 році

Пам'ятник «Шведам від шведів» — великий гранітний обеліск (6 м висота, 20 тонн вага). Із двох сторін пам'ятника висічений напис російською і шведською мовами: «В память шведам, павшим здесь в 1709 году. Воздвигнут соотечественниками в 1909 году». Пам'ятник був відкритий 2 червня 1909 року біля села Побиванка, недалеко від північної межі поля Полтавської битви. Верхня частина моноліту має невеликий скіс на північ, що у скандинавських народів символізує глибоку скорботу.

## Історія створення
Перший раз питання про увічнення пам'яті загиблих шведів було порушено у шведській пресі в 1890 році, коли майор Клаус Гриль опублікував в одній із центральних газет свою статтю із закликом зібрати кошти на монумент, що пропонувалося встановити на полі Полтавської битви.
Автор кілька років перебував на контрактній службі в російській армії, часто бував у Полтаві й на полі Полтавської битви.
В 1902 році відомий скульптор Теодор Лундберг запропонував публіці свій проект пам'ятника, що був виконаний у вигляді скорбної матері, що покриває прапором тіло вбитого сина зі зламаною шпагою в руці. Остаточне рішення, прийняте в 1904 році полягало в тому, що пам'ятник по проекті Т. Лундберга варто відкрити в Стокгольмі перед фасадом музею історії шведської армії, де він перебуває й зараз, а для установки на поле Полтавської битви варто замовити більше скромний монумент.
За зібрані по всій країні гроші в сумі 5000 крон на каменоломні Ваневікс (земля Смоланд) був замовлений великий гранітний камінь заввишки 6 м, завширшки 2 м та вагою 20 т.
Відомий шведський бізнесмен Емануель Нобель, який займався розробкою нафтових родовищ у Каспійському морі, прийняв на себе усі непередбачувані витрати на спорудження пам'ятника, придбання ділянки місцевості для його встановлення та на його транспортування до місця призначення. Морська транспортна компанія «Одін» доставила пам'ятник до Риги, а потім його транспортували до Полтави залізницею.

## Легенда
З 90 років ХХ ст. точилися розмови навколо таємничих зображень на зворотному боці пам'ятника. З одних слів — у перших променях сходу сонця 22-23 червня в химерних строкатостях каменя виникає зображення шведського воїна, що наступає на збитого російського воїна. Інші стверджували, що в місячних променях виникає зображення богині-перемоги шведів. Але все ж переважала думка, що розповіді і навіть публікації в пресі про таємничі зображення — то витвір фантазії.
Полтавський художник Євген Путря спостерігав за каменем і йому вдалося не тільки побачити, а й замалювати видіння, що протрималося майже 18 хвилин. За описами очевидця, при боковому освітленні на гранітній брилі можна побачити напівпрофіль воїна у трикутному капелюсі, а над ним нахилену голову жінки. Спеціалісти-художники пояснюють таке явище частковою природністю. При обробці граніту на зламах часто виникають лінії, в яких при достатній уяві можна знайти фрагменти або й цілі малюнки. Такий ефект одночасної присутності і відсутності зображення на могильних плитах і пам'ятниках досить часто зустрічався в Середньовічній Європі.